# Sentinela (Castro Marim)
A Aldeia da Sentinela é uma pequena aldeia do concelho de Castro Marim, situada na serra algarvia e delimitada a norte por a barragem de Odeleite, a sul por a barragem do Beliche, a este por Azinhal e a oeste por a barragem do Beliche.
Esta pequena localidade com apenas 14 habitantes encontra-se a 145 metros de altitude. Foi posto de vigia durante o século XVI para defesa dos ataques dos mouros que vinham de Espanha. No alto do monte daquela aldeia as tropas gritavam, "Sentinela alerta, Sentinela está", e com este chamamento se evitava a entrada de mouros para o interior do Algarve.
O clima é seco e quente no Verão e fresco e húmido no Inverno. Esta localidade em termos climáticos insere-se no clima temperado mas com influências mediterrâneas. As temperaturas médias anuais rondam os 15,5 °C e a precipitação média ronda os 800 mm anuais. No Inverno as temperaturas podem descer aos 0 °C, e no Verão os 40 °C. Os factores climáticos que intervêm nesta localidade são quatro: relevo (acima dos 100 m), continentalidade, latitude e exposição geográfica (encontra-se a sotavento).
O tipo de vegetação que se pode encontrar nesta localidade é desde maquis a moitas rasteiras e alguma vegetação mediterrânica. As principais árvores que se podem encontrar nesta localidade são: amendoeiras, oliveiras, alfarrobeiras e figueiras. As várias actividades económicas que se realizam nesta localidade são agricultura, pecuária e sivicultura. Em tempos a actividade de fazer cestos a mão era muito frequente mas a diminuição da população daquela localidade tem vindo a diminuir quem desenpenhe esta arte, só apenas um habitante fabrica cestos a mão.
A gastronomia é diversificada: desde as açordas, às saladas frescas, licor de amêndoa, azeitona no pão.
Ao sul desta aldeia encontra-se a barragem do Beliche. A localidade mais próxima desta localidade que é sede de freguesia é a aldeia do Azinhal. Os acessos para chegar a esta localidade é o IC27 e estrada nacional 512.